# ساندريغو
ساندريغو (بالإيطالية: Sandrigo)‏ هي بلدية في مقاطعة فشنزة في منطقة فنيتة، شمال إيطاليا.